# Yang Kaihui

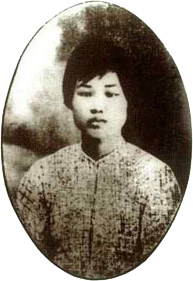
Yáng Kāihuì

Yáng Kāihuì (chinesisch 楊開慧 / 杨开慧 Beiname: chinesisch 云锦, Pinyin Yúnjǐn) (* 6. November 1901 in Bancang, Provinz Hunan; † 14. November 1930 in Changsha, Provinz Hunan) war von 1920 bis 1927 die zweite Ehefrau Mao Zedongs.
Yang Kaihui stammte aus dem Dorf Bancang in der Provinz Hunan. Sie war die Tochter von Yang Changji, einem Lehrer, der ab 1913 Rektor der Ersten Pädagogischen Hochschule der Provinz Hunan und einer der Lieblingslehrer Maos während seiner Studienzeit in Changsha war. Yang Changji folgte 1918 dem Ruf als Professor an die Universität in Beijing und nahm seine Familie mit. Er konnte Mao eine Arbeit in der Universitätsbibliothek vermitteln. In dieser Zeit verliebten sich Mao und Yang Kaihui.
Nach dem Tod ihres Vaters zog Yang Kaihui 1920 wieder nach Changsha. Im Winter dieses Jahres heirateten Yang und Mao. Mit Mao Zedong hatte sie drei Söhne: Mao Anying (1922–1950), Mao Anqing (1923–2007) und Mao Anlong (1927–1931).
Der Kommunistischen Partei Chinas trat sie 1921 bei und sie unterstützte Mao in seiner Parteiarbeit. Nach dem gescheiterten Herbsternte-Aufstand im September 1927 musste Mao aus Changsha flüchten und seine Familie verlassen. Bereits ein Jahr später heiratete er He Zizhen.
Im Jahr 1930 wurde Changsha von kommunistischen Truppen unter Führung von Mao angegriffen. Als Vergeltung wurde Yang am 24. Oktober 1930 von der Kuomintang gefangen genommen. Sie wurde gefoltert und es wurde von ihr verlangt, sich von Mao Zedong öffentlich zu distanzieren. Da sie sich weigerte, wurde sie am 14. November 1930 hingerichtet.